# Кілачовське
Кілачо́вське (рос. Килачёвское) — село у складі Ірбітського міського округу Свердловської області.
Населення — 1111 осіб (2010, 1154 у 2002).
Національний склад населення станом на 2002 рік: росіяни — 97 %.